# Tetétlen
Tetétlen là một thị trấn thuộc hạt Hajdú-Bihar, Hungary. Thị trấn này có diện tích 32,11 km², dân số năm 2010 là 1401 người, mật độ 44 người/km².